# Вейтлі (Массачусетс)
Вейтлі (англ. Whately) — місто (англ. town) в США, в окрузі Франклін штату Массачусетс. Населення — 1607 осіб (2020).

## Демографія
Згідно з переписом 2010 року, у місті мешкало 1496 осіб у 626 домогосподарствах у складі 405 родин. Було 661 помешкання
Расовий склад населення:
| - 97,4 % — білих - 0,8 % — чорних або афроамериканців - 0,4 % — азіатів - 0,1 % — вихідців з тихоокеанських островів |

До двох чи більше рас належало 0,9 %. Частка іспаномовних становила 1,7 % від усіх жителів.
За віковим діапазоном населення розподілялося таким чином: 18,2 % — особи молодші 18 років, 66,8 % — особи у віці 18—64 років, 15,0 % — особи у віці 65 років та старші. Медіана віку мешканця становила 48,3 року. На 100 осіб жіночої статі у місті припадало 100,3 чоловіків;  на 100 жінок у віці від 18 років та старших — 96,8 чоловіків також старших 18 років.
Середній дохід на одне домашнє господарство  становив 95 714 долари США (медіана — 73 750), а середній дохід на одну сім'ю — 102 391 долар (медіана — 82 813). Медіана доходів становила 53 833 долари для чоловіків та 54 028 доларів для жінок. За межею бідності перебувало 7,6 % осіб, у тому числі 14,2 % дітей у віці до 18 років та 4,8 % осіб у віці 65 років та старших.
Цивільне працевлаштоване населення становило 828 осіб. Основні галузі зайнятості: освіта, охорона здоров'я та соціальна допомога — 35,5 %, науковці, спеціалісти, менеджери — 9,8 %, виробництво — 8,8 %.